# Aintzane Urkijo
Aintzane Urkijo Sagredo (Santurce, Vizcaya, 28 de octubre de 1967) es una profesora y política española de ideología nacionalista vasca.
Fue alcaldesa de Santurce (2015-2023), siendo primera mujer en ocupar el cargo en la historia del municipio. Fue sucedida por Karmele Tubilla.

## Biografía
Nació en Santurce el 28 de octubre de 1967. Estudió en Asti-Leku Ikastola. Se licenció en Filología Vasca en la Universidad de Deusto. Fue profesora de euskera.

## Trayectoria política
Fue elegida concejala de Santurce por el Partido Nacionalista Vasco en 2007 y nombrada concejala delegada de Turismo (2007-2011) con Ricardo Ituarte como alcalde de Santurce. Fue reelegida en 2011 y fue nombrada concejala delegada de Acción Social del Ayuntamiento.
En 2015 fue reelegida y se convirtió en alcaldesa del municipio de Santurce, sucediendo a Ricardo Ituarte, la primera mujer alcaldesa de Santurce, cargo que revalidó en 2019.
La margen izquierda cuenta actualmente con mayoría de mujeres nacionalistas al frente, con Amaia del Campo en Baracaldo, Ainhoa Basabe en Sestao y Karmele Tubilla en Santurce.

## Vida privada
Está casada y tiene 3 hijos.